# Zhangye
Zhangye (cinese: 张掖; pinyin: Zhāngyè) è una città-prefettura della Cina nella provincia del Gansu, al confine con la Mongolia Interna a nord e Qinghai a sud.

## Storia
Zhangye si trova al centro del Corridoio di Hexi. La zona è stata la frontiera per gran parte della storia della Cina, costituendo un passaggio naturale verso la porzione dell'Asia centrale dell'impero. In realtà, il nome Zhangye (letteralmente "per estendere il braccio") è l'abbreviazione di 张国臂掖,以通西域 (letteralmente: "per estendere il braccio del paese, attraverso il Reame occidentale"). Durante la dinastia degli Han occidentali, gli eserciti cinesi sono stati spesso impegnati contro la Xiongnu in questo settore. La città fu parte della dinastia Xia occidentale dal 1098, fino a quando Kublai Khan la conquistò nel 1227. Si dice che il temibile imperatore mongolo Kublai Khan sia nato nel tempio di Dafosi, il quale inoltre è il luogo in cui custodito il più lungo Buddha reclinato in legno in Cina. La città si trova anche in una sezione importante della via della seta, conosciuta come la "porta del grande ovest"
La città era precedentemente nota come Ganzhou (甘州), nome mantenuto sia nella regione sede del distretto di Ganzhou e il Gan della provincia di Gansu. Nel libro Il Milione, Marco Polo riferisce di aver trascorso un anno in una città chiamata Ca(n)picion, che è stato identificata con Ganzhou (Zhangye).
(Marco Polo, Il Milione, capitolo 61)

## Geografia e clima
Zhangye si trova nella provincia occidentale di Gansu. A nord confina con la Mongolia Interna e a sud con il Qinghai. Si estende su un'area di 42.000 km² ed è attraversata da numerosi corsi d'acqua, fra cui il principale è l'HeiHe. È caratterizzata da abbondante insolazione e terreno fertile, facendone un importante centro agricolo per Gansu e per tutta la Cina.
| Mese                | Mesi  | Mesi  | Mesi | Mesi | Mesi | Mesi | Mesi | Mesi | Mesi | Mesi | Mesi | Mesi  | Stagioni | Stagioni | Stagioni | Stagioni | Anno  |
| Mese                | Gen   | Feb   | Mar  | Apr  | Mag  | Giu  | Lug  | Ago  | Set  | Ott  | Nov  | Dic   | Inv      | Pri      | Est      | Aut      | Anno  |
| ------------------- | ----- | ----- | ---- | ---- | ---- | ---- | ---- | ---- | ---- | ---- | ---- | ----- | -------- | -------- | -------- | -------- | ----- |
| T. max. media (°C)  | 0,1   | 3,6   | 10,0 | 17,9 | 23,5 | 27,2 | 29,3 | 28,2 | 23,2 | 16,3 | 8,0  | 1,7   | 1,8      | 17,1     | 28,2     | 15,8     | 15,7  |
| T. min. media (°C)  | −16,2 | −12,2 | −4,8 | 2,2  | 7,8  | 11,6 | 14,2 | 13,3 | 7,8  | 0,1  | −6,9 | −13,7 | −14,0    | 1,7      | 13,0     | 0,3      | 0,3   |
| Precipitazioni (mm) | 1,4   | 1,2   | 3,8  | 4,8  | 11,7 | 24,1 | 29,6 | 29,2 | 16,6 | 4,6  | 2,0  | 1,4   | 4,0      | 20,3     | 82,9     | 23,2     | 130,4 |
| Giorni di pioggia   | 2,4   | 1,8   | 2,8  | 3,0  | 4,4  | 7,4  | 9,4  | 8,3  | 5,4  | 2,5  | 1,8  | 2,4   | 6,6      | 10,2     | 25,1     | 9,7      | 51,6  |

Fonte: Weather China
Situata nel villaggio Nantaizi della città di Nijiaying, nella contea di Linzhe della provincia di Gansu, vi è il Danxia cinese, una serie di catene montuose con strati di arenaria rossastra. Poiché questo tipo di geomorfologia petromorfica unica si trova solo in Cina, queste forme di paesaggio sono state inclusi nella lista dei siti Patrimonio Mondiale dell'Umanità alla 34ª riunione del Comitato del Patrimonio Mondiale del 1º agosto 2010.

## Geografia antropica

### Suddivisioni amministrative
Zhangye ha 1 distretto urbano, 4 contee, 1 provincia autonoma, 97 città e 977 villaggi.
| Map | Map                      | Map              | Map                    | Map                | Map              | Map            |
| --- | ------------------------ | ---------------- | ---------------------- | ------------------ | ---------------- | -------------- |
|     |                          |                  |                        |                    |                  |                |
| #   | Name                     | Hanzi            | Hanyu Pinyin           | Popolazione (2010) | Superficie (km²) | Densità (/km²) |
| 1   | Distretto di Ganzhou     | 甘州区           | Gānzhōu Qū             | 507.433            | 4.240            | 120            |
| 2   | Contea di Minle          | 民乐县           | Mínlè Xiàn             | 219.356            | 3.687            | 59             |
| 3   | Contea di Linze          | 临泽县           | Línzé Xiàn             | 134.328            | 2.777            | 48             |
| 4   | Contea di Gaotai         | 高台县           | Gāotái Xiàn            | 143.446            | 4.312            | 33             |
| 5   | Contea di Shandan        | 山丹县           | Shāndān Xiàn           | 161.299            | 5.402            | 30             |
| 6   | Contea autonoma di Sunan | 肃南裕固族自治县 | Sùnán Yùgùzú Zìzhìxiàn | 33.653             | 20.456           | 2              |

## Società

### Evoluzione demografica
Zhangye ha una popolazione totale di 1.199.515 abitanti, di cui solo 260.000 residenti urbani. Ci sono 26 minoranze etniche diverse dalla Han rappresentate, tra cui molti Hui, Yugur e tibetani.

## Infrastrutture e trasporti

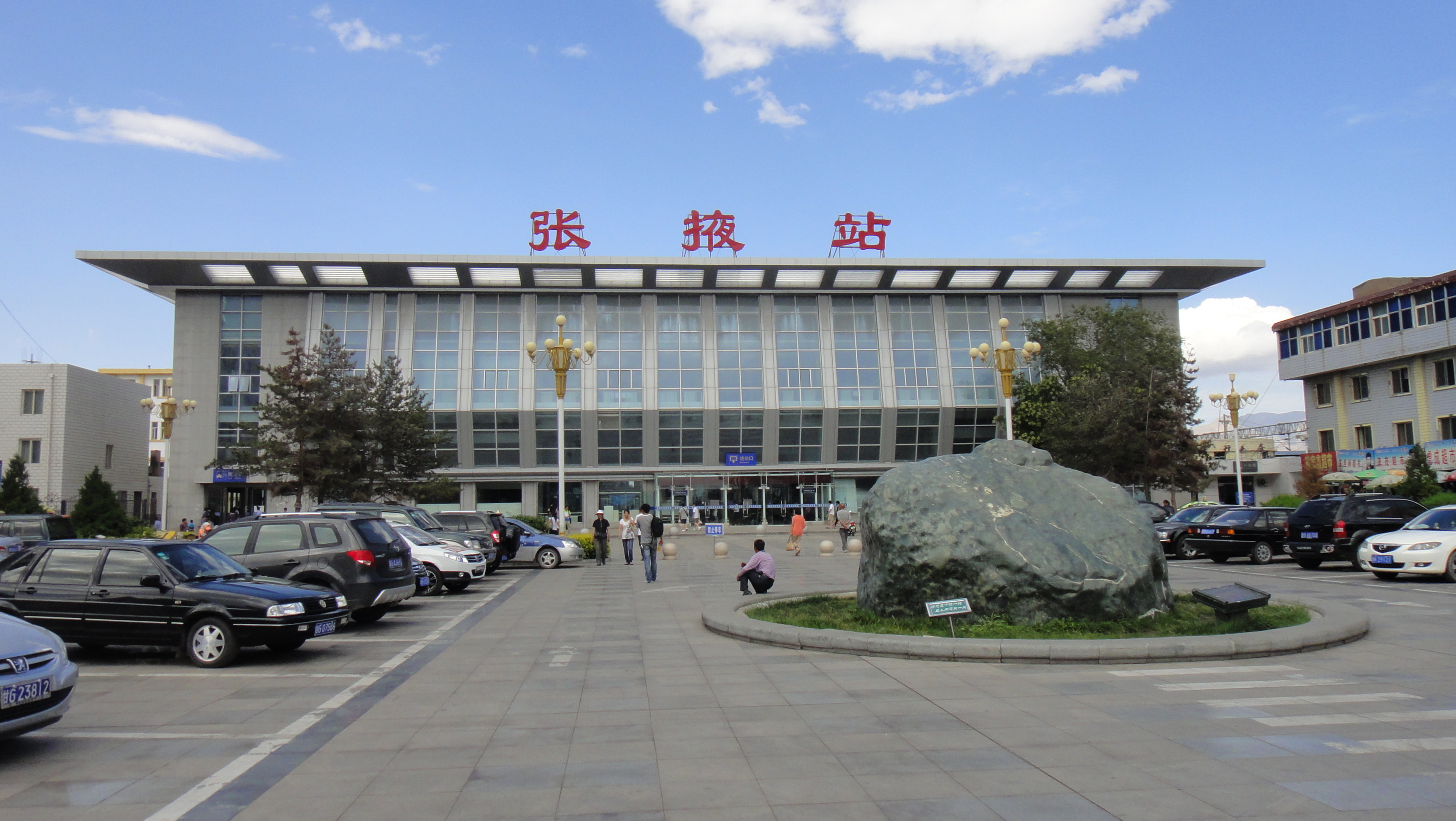
Stazione ferroviaria di Zhangye

Zhangye è servita dalle autostrade nazionali cinesi G30 Expressway, 227 e 312 .
La stazione ferroviaria di Zhangye si trova lungo la linea ferroviaria Lanzhou-Xinjiang ed è situata a nord est della città. Una stazione ferroviaria ad alta velocità è in costruzione sul lato sud ovest della città e sarà chiamata "Stazione di Zhangye Sud" sulla ferrovia ad alta velocità Lanzhou-Urumqi .
L'aeroporto di Zhangye Ganzhou, un aeroporto misto civile-militare, è stato inaugurato nell'ottobre 2011, con voli per Lanzhou e Xi'an.

## Economia
Il PIL dell'anno 2002 è stato pari a 7.566 milioni di RMB, con quasi il 9% di crescita rispetto all'anno precedente. il reddito annuo urbano era 5960 RMB, con il 10,4% di crescita rispetto all'anno precedente e il reddito rurale era 3092 RMB, in crescita del 5%.

## Sport

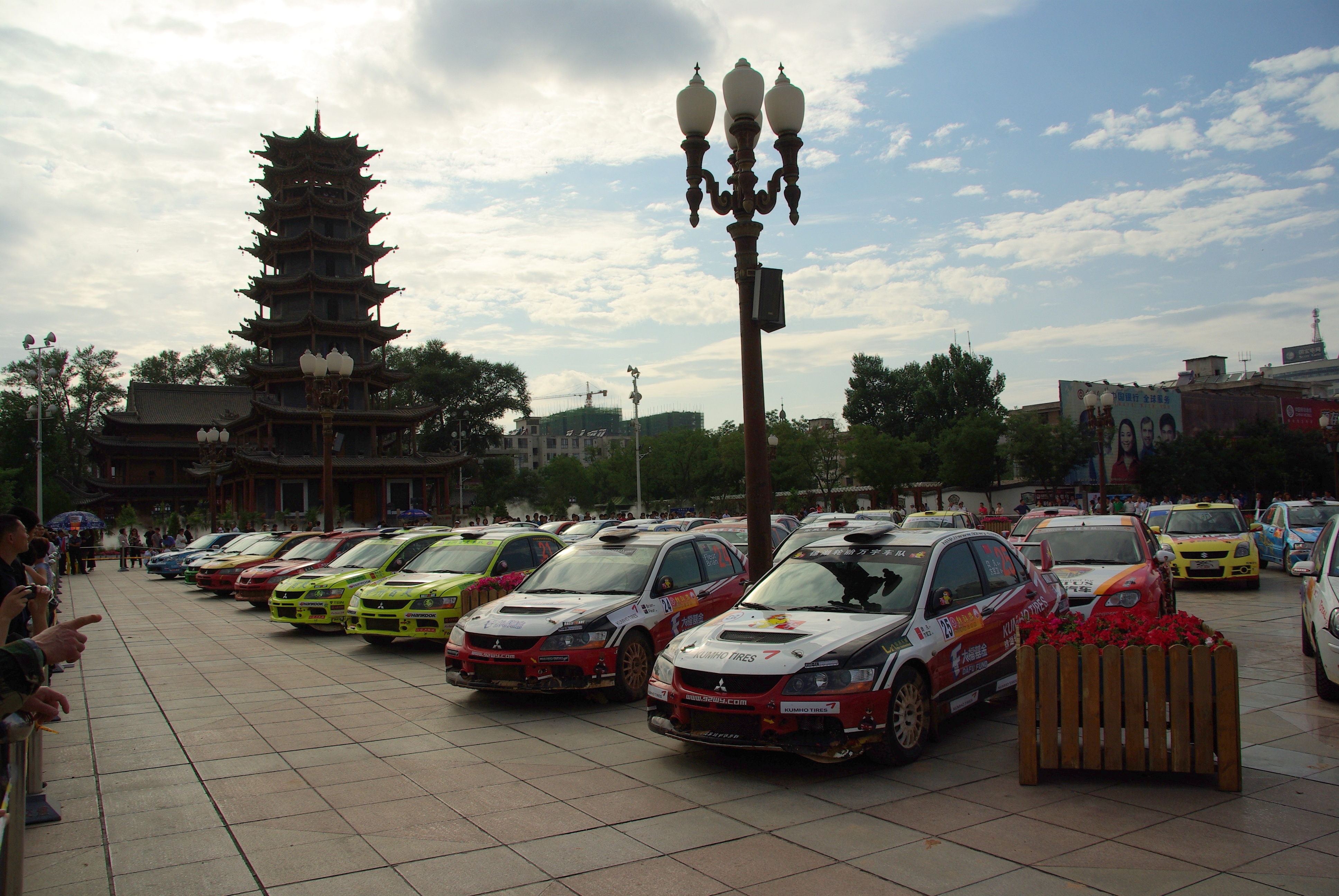
Parco chiuso dello Zhangye International Rally del 2011

Zhangye ospita le gare del campionato cinese di Rally (CRC) dal 2011, su un circuito appositamente costruito attraverso i deserti a nord e a sud della città. L'evento attira regolarmente oltre 100 partecipanti, tra cui piloti stranieri internazionali.